# Kokon
Kokon je zaščitni ovoj okrog bube (metulji) ali okrog jajčec (pajkovci), ki ga živali spredejo z izločki posebnih žlez in včasih prepletejo še z delci hrane ali dlak, tak primer so na primer sviloprejke, ki svoj kokon obdajo s svilo.